# Willi Fuggerer
Willi Fuggerer (n. 11 septembrie 1941, Nürnberg, Germania Nazistă – d. 2 septembrie 2015, Nürnberg, Germania) a fost un ciclist de performanță german, medaliat olimpic. A participat la o ediție a Jocurilor Olimpice (1964) în care a câștigat o medalie de bronz.

## Participări
Lista de mai jos prezintă principalele competiții la care a participat Willi Fuggerer de-a lungul carierei.
- cycling at the 1964 Summer Olympics – men's tandem[*]